# 中村尚史 (歴史学者)
中村 尚史（なかむら なおふみ、1966年 - ）は日本の歴史学者。専門は日本経済史・経営史。東京大学社会科学研究所教授。学位は、博士（文学）(九州大学・1997年)。熊本県出身。

## 経歴
- 1985 熊本県立済々黌高等学校 卒業
- 1989 熊本大学文学部史学科 卒業
- 1991 九州大学大学院文学研究科史学専攻修士課程 修了
- 1994 九州大学大学院文学研究科史学専攻博士後期課程 修了
- 1994-1996 東京大学社会科学研究所 助手
- 1996-2002 埼玉大学経済学部 助教授
- 2003-2004 シェフィールド大学 客員教授（文部科学省派遣）
- 2002-2007 東京大学社会科学研究所 助教授
- 2007-2010 東京大学社会科学研究所 准教授
- 2007-2008 ロンドン・スクール・オブ・エコノミクス経済史学科 客員上級研究員（国際交流基金知的交流フェローシップ派遣）
- 2010- 東京大学社会科学研究所 教授
- 2010-2010 フランス社会科学高等研究院 客員教授
- 2017-2020 東京大学社会科学研究所 副所長
- 2021-2022 ハーバード燕京研究所 客員研究員
- 2023-2024 東京大学社会科学研究所 副所長

## 著書

### 単著
- 『日本鉄道業の形成 1869～1894年』（日本経済評論社、1998年）
- 『地方からの産業革命: 日本における企業勃興の原動力』（名古屋大学出版会、2010年）
- 『海をわたる機関車: 近代日本の鉄道発展とグローバル化』（吉川弘文館、2016年）
- Trading Locomotives: The Global Economy and the Development of Japan's Railroads, 1869-1914, New York: Columbia University Press, 2025.

### 共編著
- （丸山雍成・小風秀雅）『日本交通史辞典』（吉川弘文館、2003年）
- （中西聡）『商品流通の近代史』（日本経済評論社、2003年）
- （鳥栖市誌編纂委員会）『汽笛の記憶 鉄道員のオーラル・ヒストリー』（鳥栖市、2006年）
- （玄田有史）『希望学2 希望をつなぐ 釜石からみた地域社会の未来』（東京大学出版会、2009年）
- （玄田有史）『希望学3 希望の再生 釜石の歴史と産業が語るもの』（東京大学出版会、2009年）
- （阿部武司）『産業革命と企業経営 1882-1914 (講座・日本経営史 第2巻)』（ミネルヴァ書房、2010年）
- （玄田有史）『<持ち場>の希望学 震災と釜石、もう一つの記憶』（東京大学出版会、2014年）
- （深尾京司・中林真幸）『岩波講座日本経済の歴史』全6巻（岩波書店、2017-2018年）
- (玄田有史) 『地域の危機・釜石の対応 多層化する構造』(東京大学出版会、2020年)

### 公刊史料
- （老川慶喜）『日本鉄道会社』全5巻＜明治期私鉄営業報告書集成1＞（日本経済評論社、2004年）

## 受賞
- 経営史学会賞 (1996)
- 産業技術史学会奨励賞 (1997)
- 優秀社史賞 (2002、2008、2012、2016)
- 不動産協会優秀著作奨励賞 (2009)
- 企業家研究フォーラム賞(2016、2018)[2]
- 島秀雄記念優秀著作賞(2017)
- 鉄道史学会住田奨励賞(2018)